# Песчаный переулок (Москва)
Песча́ный переу́лок — переулок в районе Сокол Северного административного округа города Москвы.

## Положение улицы
Переулок расположен между Песчаной и Новопесчаной улицами. Нумерация домов начинается от Песчаной улицы. С запада переулок пересекает улица Сальвадора Альенде.

## История
Местность, по которой проходит переулок, имеет древнюю историю. Ранее здесь находилось подмосковное село Всехсвятское. В 1608 году во время войны с Лжедмитрием II в селе стояли лагерем войска царского воеводы Скопина-Шуйского. В районе современного Песчаного переулка князем Скопиным-Шуйским был основан Княжий двор. После отступления правительственной армии самозванец ненадолго занял село. По преданию, перед бегством Лжедмитрий II зарыл на Княжьем двору свои сокровища.
В конце XVII века село Всехсвятское становится вотчиной имеретинского царевича Александра Арчиловича. По мнению некоторых историков, его дворец находился в районе Песчаного переулка. В конце 1950-х годов в переулке проводились раскопки и было найдено множество изразцов и осколки фаянсового сервиза с гербом князей грузинских.

Табличка со старым названием

В XIX веке переулок представлял собой дорогу к военному лагерю на Ходынском поле. С запада от переулка был построен дачный посёлок «Песчаный». В его составе появились 1-й, 2-й, 3-й, 4-й, 5-й, Большой и Малый Песочные переулки. Нынешний Песчаный переулок на некоторых картах 1920-х годов обозначался как Большой песочный (или Большой песчаный), однако на более поздних картах это название меняется на 1-й Песчаный, а название Большой песчаный переходит на смежную улицу. В 1915 году у восточной стороны переулка было открыто Московское городское Братское кладбище жертв Первой мировой войны. В 1917 году переулок вошёл в состав Москвы.
В середине 1960-х годов были снесены кварталы малоэтажных жилых домов, расположенные к западу от переулка. Чётная сторона была застроена преимущественно типовыми одноподъездными девятиэтажками и шестиподъездными пятиэтажками. В связи с этой застройкой были ликвидированы 2-й, 3-й, 4-й, 5-й и Большой Песчаные переулки. Улица ещё два десятилетия сохраняла своё старое название 1-й Песчаный переулок. 17 октября 1986 года было утверждено нынешнее название без порядкового номера — Песчаный переулок.
В 2007 году по переулку был пущен автобусный маршрут № 175, следующий от станции метро «Сокол» до дворца спорта «Мегаспорт». В 2010 году в переулке начались работы по установке троллейбусных проводов, но вскоре опоры были демонтированы.

## Здания и сооружения
По нечётной стороне:
- № 1А — Школа № 1251 имени генерала Шарля де Голля, корпус № 3 (бывший детский сад № 2082). Здание построено в 1967 году как ясли на 120 детей[13].
- Мемориально-парковый комплекс героев Первой мировой войны

По чётной стороне:
- № 4А — Школа № 1251 имени генерала Шарля де Голля, корпус № 4 (бывший детский сад № 90).
- № 6 — Школа № 1251 имени генерала Шарля де Голля, корпус № 1 (бывшая школа № 706).
- № 10, корп. 1 — жилой дом. Также в нём расположено государственное учреждение Центр социальной помощи семье и детям «Сокол» Северного административного округа г. Москвы[14].

## Транспорт

### Наземный транспорт
- Остановка «Улица Сальвадора Альенде»:

Автобус № 175.

### Ближайшая станция метро
- Станция метро «Сокол»

### Железнодорожный транспорт
- Станция МЦК «Панфиловская»
- Станция МЦК «Зорге»